# Phalota vittata
Phalota vittata é uma espécie de cerambicídeo, endêmica da Austrália.

## Biologia
Os adultos têm um comprimento de 10 mm. Apresentam atividade durante o período de novembro a janeiro. Se hospedam nas plantas das espécies do gênero Cupressus.

## Taxonomia
A espécie foi descrita originalmente por Pascoe (1866) sob o protônimo de Xystoena vittata, uma espécie nova pertencente a um novo gênero monotípico. No entanto, em 2016, Ślipiński & Escalona, propuseram a nova combinação, alocando a espécie para o gênero Phalota.

## Distribuição
A espécie é endêmica da Austrália, na qual ocorre nos estados de Queensland, Nova Gales do Sul e Austrália Meridional.